# Drusilla Tanzi

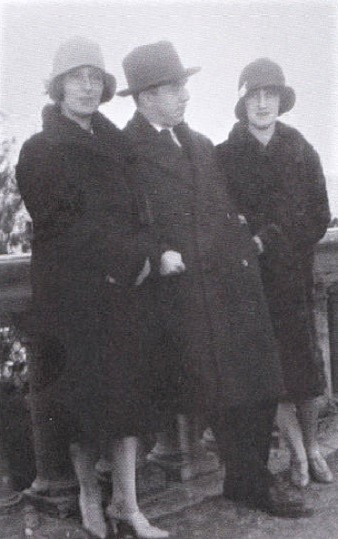
Drusilla (a destra) nel 1928, accanto a Eugenio Montale

Drusilla Tanzi (Milano, 5 aprile 1885 – Milano, 20 ottobre 1963) è stata una scrittrice italiana, prima compagna e poi moglie di Eugenio Montale, che a lei avrebbe dedicato due sezioni, Xenia I e Xenia II, della raccolta poetica Satura (1971).

## Biografia
Nipote di Eugenio Tanzi e sorella di Lidia Tanzi (che sarà madre di Natalia Ginzburg, la quale ne proporrà la figura dagli occhiali spessi nel suo Lessico famigliare) e di Silvio Tanzi (morto suicida all'età di 30 anni e ricordato in una poesia di Satura, Xenia I, 13, da Montale), sposò nel 1910 il critico d'arte Matteo Marangoni, da cui ebbe un figlio, Andrea. 

### Vita con Eugenio Montale
Appassionata studiosa e amica di Italo Svevo, come scrittrice si muoveva nel gruppo Solaria di Firenze, dove conobbe Eugenio Montale, che nel 1927 ospitò a casa sua in via Benedetto Varchi e con cui andò a vivere nel 1939 in via Duca di Genova, dopo che Montale era stato legato sentimentalmente a Irma Brandeis. Entrambi, innamoratisi, lasciarono immediatamente i rispettivi compagni (Drusilla lasciò il marito Marangoni) e si fidanzarono.
Secondo una lettera inviata alla Brandeis, Montale impedì due volte il suicidio di Drusilla, che temeva la partenza di Eugenio allo scopo di raggiungere Irma (del rapporto parallelo con la quale ella era stata da lui informata) per gli Stati Uniti; tale partenza del poeta, paventata fino al 1938, in realtà non avverrà mai.
Il matrimonio tra i due verrà infine celebrato il 23 luglio 1962, dopo 23 anni di fidanzamento (ricordato come di immenso amore e rispetto puro).
Della personalità della Tanzi parla anche Gillo Dorfles, relativamente allo strettissimo legame con il poeta.

### Morte

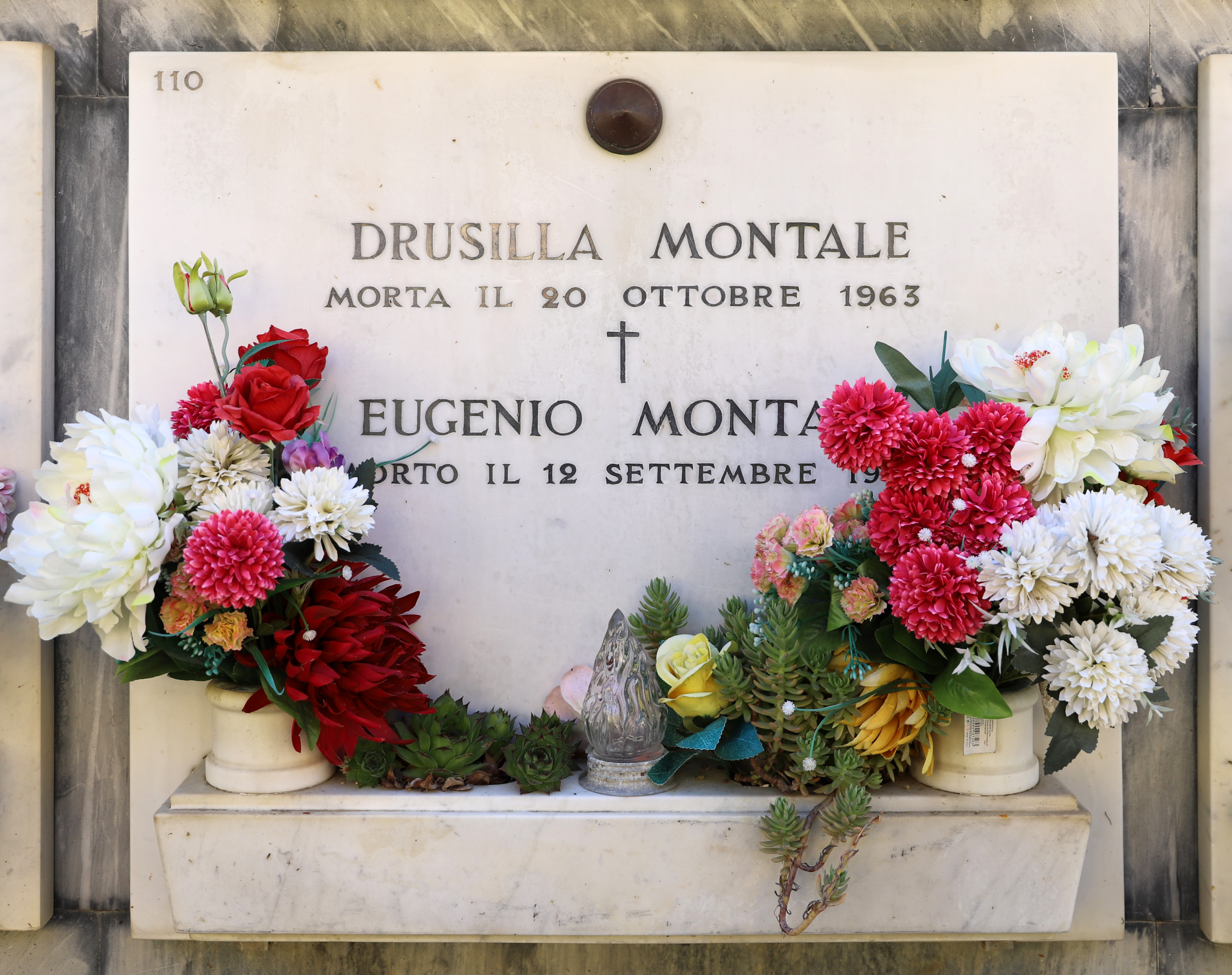
La tomba

Drusilla Tanzi morirà nell'anno 1963, un anno dopo il suo matrimonio, al Policlinico di Milano, in seguito a complicazioni derivanti da una caduta dalle scale, tra cui la rottura del femore. È sepolta con Montale nel cimitero di San Felice a Ema presso Firenze.

## Nella poesia montaliana
Soprannominata "Mosca" dagli amici per via dello spessore degli occhiali che portava a causa di una forte miopia (ma diviene il senhal di Eugenio, come Irma Brandeis prende il nome di Clizia e Maria Luisa Spaziani quello di Volpe), fu oggetto di numerose liriche del poeta soprattutto nell'opera a lei dedicata dopo la sua morte, Xenia (anche se era già presente ne La bufera e altro), in particolare i noti versi "Ho sceso, dandoti il braccio, almeno un milione di scale…", in cui assume il ruolo di "guida" interiore del poeta, guida che in vita lo sosteneva guardando e svelando con profondità "penetrante" la realtà.
Montale spera di trovare anche un modo di comunicare con la moglie morta, se lei, riavvicinandosi a lui dall'aldilà, riuscirà a dargli cenni della sua fuggevole presenza-segno negli oggetti del reale:
(da Xenia I, 8)